# 稽鏡
稽 鏡または嵇 鏡（けい きょう、1878年 – 没年不明）は、清末・中華民国の外交官・官僚。字は滌生。

## 事績

### 清末から蔣介石国民政府まで
清末に日本へ留学し、1904年（光緒30年/明治37年）に早稲田大学大学部政治経済学科を卒業した。在学中に高田早苗『憲法要義』の中国語版発行に取り組んだ（編訳者は同学の張肇桐）。1907年（光緒33年）以降、稽鏡は外交界に入り、中華民国成立後も引き続き外交官のキャリアを継続している。
1912年（民国元年）から北京政府の外交部で原庁司弁事員、庶務司司長、僉事を歴任する。翌1913年（民国2年）4月4日、駐新義州領事となった。1914年（民国3年）1月24日、外交部駐神戸領事署理となり、同年5月4日に正式に任命されている。翌1915年（民国4年）12月25日、外交部中大夫の位を授与された。駐神戸領事には1919年（民国8年）5月10日まで在任している。
同年、ロシアへ転じ、在ブラゴヴェシチェンスク領事となった。1920年（民国9年）、外交部勤務に戻り、翌1921年（民国10年）、外交部政務司幇弁兼太平洋会議籌備処籌備員や外交部僉事に任命されている。1922年（民国11年）12月30日、膠済鉄路接収代表任命され、山東問題に取り組んだ。1926年（民国15年）2月、外交部政務司長に任命された
国民政府でも稽鏡は引き続き外交部門で任用され、1928年（民国17年）6月19日、外交部第一司司長として起用された。翌1929年（民国18年）1月14日には行政院外交部国際司司長に任命されている。1931年（民国20年）12月21日、司長を辞任し、後に外交部条約委員会委員となった。

### 親日政権での活動
梁鴻志による中華民国維新政府創設には、稽鏡も参与した。1938年（民国27年）6月3日、稽は外交部（部長：陳籙）次長に抜擢され、すでに同部次長に在任していた同郷の廉隅との2人体制となった。
1940年（民国29年）3月30日に維新政府が南京国民政府（汪兆銘政権）に合流すると、同年4月2日に稽鏡は立法院立法委員に任命された。以後、汪兆銘政権が存続していた間は同職に留まっていたと見られる。しかし、外交部での任用は見られず、閑職に甘んじることになった。
汪兆銘政権崩壊後における稽鏡の動向は不詳であるが、1947年（民国36年）9月時点でも国民政府行政院から漢奸として指名手配されている。